# EuroCity
EuroCity (kratica EC) je razred potniških vlakov v evropskem omrežju ekspresnih železniških povezav. Za razliko od nižjega razreda InterCity gre za mednarodno storitev, ki mora izpolnjevati 20 kriterijev glede udobja, hitrosti, čistoče in ponudbe hrane. Vsak vlak je v skupnem upravljanju dveh ali več železniških operaterjev iz Evropske unije ali Švice.
Po evropskih tirih so EuroCity vlaki pričeli voziti leta 1987.
Razred je bil osnovan kot konkurenca letalskemu prevozu, zaradi nadstandarda morajo potniki plačati EC dodatek, na nekaterih relacijah je obvezna tudi predhodna rezervacija sedeža.